# PDFedit
PDFedit ist ein freier PDF-Editor für UNIXoide Betriebssysteme. Das Programm bietet keine Unterstützung für verschlüsselte PDF-Dateien und es ist nicht für die Textverarbeitung gedacht. PDF ist ein komplexes Format, welches für das Veröffentlichen von fertigen PDF-Dokumenten vorgesehen ist und nicht dafür, nachträgliche Modifizierungen vorzunehmen. PDFedit bietet technisch versierten Benutzern strukturierten Zugang zu dieser komplexen, internen Datenstruktur. Um substanzielle Modifikationen durchzuführen, sind daher Grundkenntnisse der PDF-Spezifikationen notwendig. Für einfachere Aufgaben wie z. B. das Ausschneiden von Seiten empfiehlt es sich andere Programme zu nutzen.
Die Benutzeroberfläche von PDFedit baut auf Qt 3 auf und seine Skript-Engine auf QSA. Skripte können auch in ECMAScript geschrieben werden. Eine Kommandozeilenoberfläche zur PDF-Bearbeitung ist ebenfalls Teil des Programms. Xpdf wird für quelltextnahe („low-level“) Prozesse benutzt.
PDFedit ist nur noch in der alten Debian-Version 6.0 („Squeeze“) vorhanden und wird im aktuellen (d. h. stable) Debian 7 („Wheezy“) nicht mehr mitgeliefert. Auch aus den neueren Ubuntu-Versionen ab 12.10 („Quantal“) wurde PDFedit entfernt.